# Ralingsås
Ralingsås är en by i Lommaryds socken i Aneby kommun, belägen på den västra sidan av sjön Ralången.
I Ralingsås  finns Ralingsåsgården, uppförd som ungdomsgård av Kronobergsmissionen 1956 med en sommarkyrka med plats för 2.000 personer. Här drivs numera Bibelskola Livskraft som sköts av TMU (Team Med Uppdrag)